# Boldyn Sansarbileg
Boldyn Sansarbileg (ur. 12 kwietnia 1976 w Pekinie) – mongolski łyżwiarz szybki specjalizujący się w short tracku, olimpijczyk.
Na zimowych igrzyskach olimpijskich w Nagano wystartował w wyścigu na 1000 metrów, gdzie odpadł w pierwszej rundzie eliminacji zajmując ostatecznie miejsce 29.